# Asplenium cromwellianum
Asplenium cromwellianum är en svartbräkenväxtart som beskrevs av Eduard Rosenstock. Asplenium cromwellianum ingår i släktet Asplenium och familjen Aspleniaceae. Inga underarter finns listade.